# Banque de Wallis et Futuna
Banque de Wallis et Futuna (BWF; Банк Уоллис и Футуна) — локальный французский коммерческий банк заморского сообщества Уоллис и Футуна, созданный в 1991 году, дочерняя компания BNP Paribas Nouvelle-Calédonie, которая, в свою очередь, является дочерней компанией BNP Paribas.

## Деятельность
У банка есть постоянное агентство на Уоллисе и временный офис на Футуне. Банк имеет два банкомата: один рядом с основным отделением, а другой — с временным операционным отделением. Banque de Wallis et Futuna предлагает три различных типа банковских счетов: депозитные счета до востребования, срочные депозитные счета и сберегательные счета. Депозиты до востребования составляют большую часть банковских счетов (68 %).
В то время как физические лица составляют основную часть инвестиций в депозиты до востребования (90 %), компании и ассоциации в значительной степени доминируют в средствах, принадлежащих к погашению (балансовый баланс сберегательного счёта после оплаты), а 49 % — в компаниях и 28 % сообществам. 61 % населения Уоллиса и Футуны имеет счета в текущей банковской системе.